# دايفيد براون
دايفيد براون (بالإنجليزية: David Tilden Brown) (و. 1822 – 1889 م) هو طبيب نفسي، من الولايات المتحدة الأمريكية، توفي عن عمر يناهز 67 عاماً.